# Surija Rashidi
Surija Rashidi (mac. Сурија Рашиди; ur. 17 kwietnia 1965 w Radoliszcie) – północnomacedoński polityk pochodzenia albańskiego, w latach 2016–2020 deputowany do Zgromadzenia Republiki Macedonii Północnej z ramienia Sojuszu na rzecz Albańczyków. Absolwent Uniwersytetu w Prisztinie.